# Delle Piane (cognome)
Delle Piane è un cognome di lingua italiana.

## Le origini
Cognome abbastanza raro e molto antico, deriva dal nome latino e medioevale “de Planis”. Si presume che i capostipiti provenissero dalle Piane di Genova, le Piane per eccellenza in Liguria. È diffuso nel genovese e in particolare della val Polcevera.

## Varianti
Delle Piane de Pulcifera, de Planis, Dellepiane, Delpiano, Della Piana, Del Piano, De Pian

## Persone
- Giovanni Maria delle Piane (Mulinaretto) (1660-1745), Pittore di Corte
- Luis delle Piane (1865-1941), Generale
- Giovanni Battista Dellepiane (1889-1961), Arcivescovo
- Carlo delle Piane (1936-), Artista
- Emanuelle delle Piane (1963-), Artista

## Araldica
Alcuni nomi di questo gruppo appartengono a proprietari terrieri, feudi e titoli nobiliari:
Conte del Piano, Barone del Piano, Barone della Piane, Palazzo della Piana (castello feudale).

## Corrispondenti in altri lingue
Al cognome italiano Delle Piane e suoi derivati corrispondono il cognomi inglese Plaine, il francese Des Plaines, lo spagnolo De Los Llanos.